# Bernard Da Costa
Pour les articles homonymes, voir Da Costa.
Bernard Da Costa, né à Biarritz le 19 novembre 1939, est un auteur dramatique et écrivain français.

## Biographie
Avant de devenir auteur dramatique, Bernard Da Costa a exercé plusieurs métiers, dont ceux de tourneur sur métaux, de documentaliste, de journaliste à La Voix du Nord, Réalités... Il découvre le théâtre en effectuant des enquêtes et des interviews. Celle de l'acteur et metteur en scène Laurent Terzieff, dans les années 1960, le marque beaucoup. C’est ainsi qu’il commence à écrire des pièces de théâtre.
Bernard Da Costa a écrit une centaine de pièces dont une vingtaine sont publiées. Son style est inclassable. À ses débuts, il écrit des pièces légères dans le genre café-théâtre Trio pour deux canaris. Les thèmes abordés seront ensuite variés : Frédéric et Voltaire, Nous, Charles XII, Brummell à Caen sont historiques alors que Messe pour un Sacre viennois, Le Bal des Cuisinières sont extravagantes et délirantes. Le Plaisir berlinois, Défis, embûches et autres possibilités, Le Café carnivore, La Rencontre de Cléopâtre et de la reine de Saba ou L’Élève de Brecht sont plus introspectives.
Bernard Da Costa va aussi collaborer avec la radio et la télévision.

## L'auteur

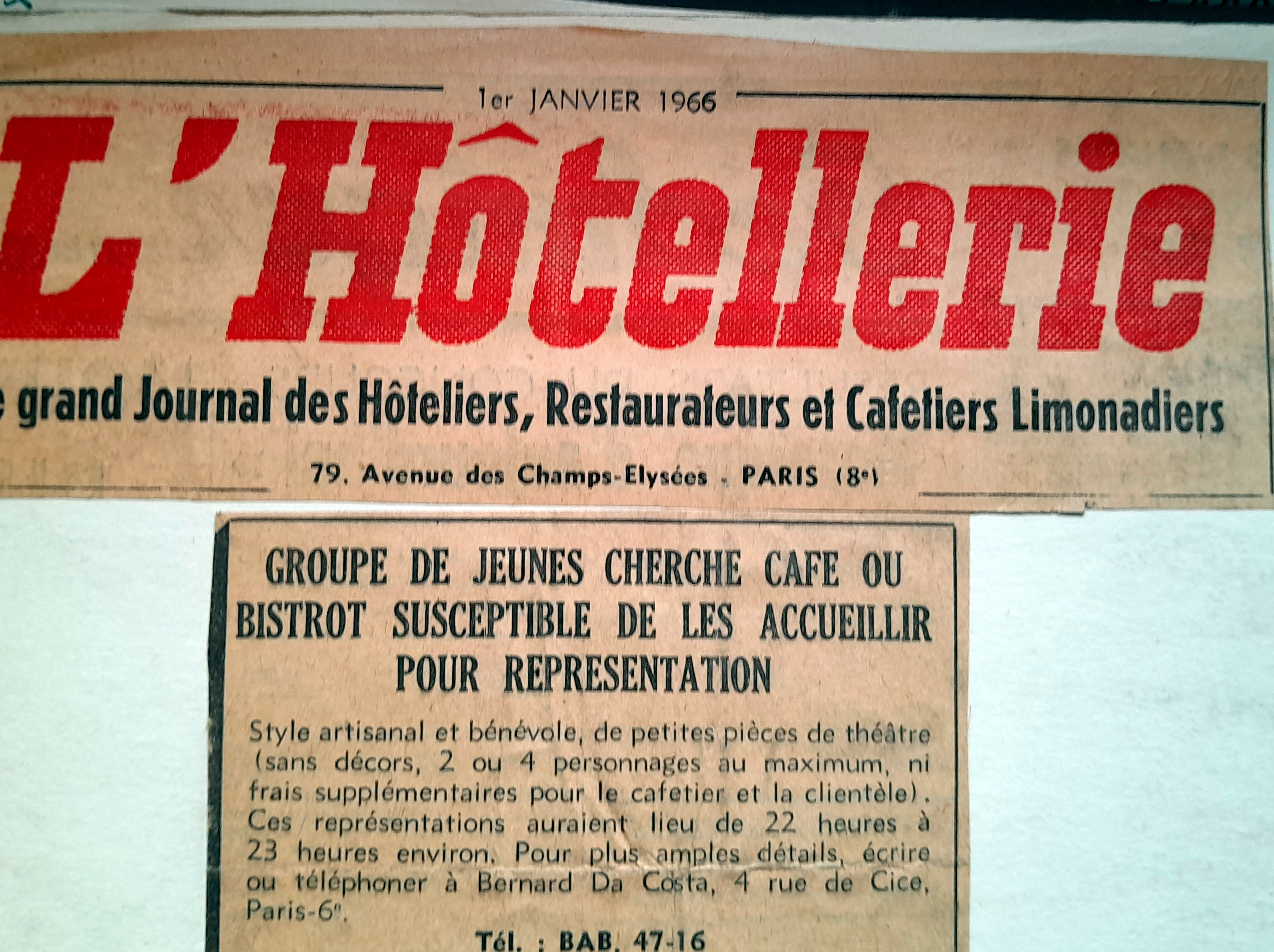

### Ses débuts
Il écrit ses premières pièces au milieu des années 1960. Il souhaite être joué, mais n'est pas connu.
Il va créer cette occasion en février 1966, après avoir passé une petite annonce dans le Journal des hôteliers restaurateurs et cafetiers limonadiers. A Montparnasse, le gérant du café Le Royal, Jean Guitton, et son épouse vont l'accueillir comme directeur artistique.
Le 24 mars 1966, il lance le café-théâtre au Royal (Paris) et fait jouer des pièces, par exemples A Drame et le Remède de Philippe Adrien, et les siennes La Truite de Schubert - Trio pour deux canaris. Il rencontre ainsi metteurs en scène et comédiens...
En 1971, sa pièce Les Adieux de la Grande Duchesse créée au Théâtre de Poche de Paris, connaît un franc succès en France, puis à l’étranger. Elle sera jouée sous le titre Storhertugindens afsked au Théâtre royal danois à Copenhague, avec Bodil Udsen, et Olaf Ussing. Dans Dialogues d'auteurs (ATAC) de mars 1976, il confie à Jean-Marie Lhôte dans les Dialogues d'auteurs d’Association technique pour l’action culturelle : « Un écrivain est une personne qui existe socialement, je voulais exister. Je voulais faire quelque chose. Et le plus facile quand même, c’était de prendre un papier et un stylo et d’écrire. »
Roland Dubillard inscrit L’Élève de Brecht en 1983 au répertoire dramatique de France Culture et interprétera à l’antenne le rôle de l’extravagant élève.

### Représentations en France et à l'étranger.
En 1993, la pièce Le Boomerang (La Libératrice) est créée au théâtre Eliseo à Rome par l'actrice italienne Rossella Falk. Elle y sera jouée deux ans, puis jouée dans les plus grands théâtres d'Europe en Belgique (théâtre royal du Parc - Théâtre de la Flûte enchantée) et dans d'autres pays après avoir été traduite notamment en allemand, en portugais, en polonais, en danois, etc.
Le Boxeur et la violoniste, sera créée en 1996 au théâtre Michel Galabru à Paris. Elle est reprise la même année au Festival d'Avignon Off, au Théâtre des Mathurins de Paris. Ensuite elle est jouée dans divers théâtres étrangers. Cette pièce raconte sous prétexte de rencontre de la violoniste virtuose Ginette Neveu et du boxeur Marcel Cerdan (qui périrent dans le même accident d'avion en 1949), les affres de tous créateurs.
Bernard Da Costa a dû écrire une bonne centaine de pièces, dont une vingtaine sont publiées.
Pour la télévision, il est l'auteur de Une puce dans la fourrure interprétée par Danielle Darrieux et Thierry Lhermitte, et diffusée sur TF1 de 1979 à 1982.
Il a également écrit pour la radio (France Inter, France Culture, Radio suisse romande) et notamment pour Lucien Attoun et son Nouveau Répertoire dramatique à France Culture. Le répertoire reprend Messe pour un Sacre viennois, avec François Périer et Madeleine Robinson, Pat et Sarah, avec Edwige Feuillère et Danièle Lebrun, L'Élève de Brecht, avec Roland Dubillard et Roger Coggio.
Bernard Da Costa,sous le pseudo Bernard Dendarin, est sélectionné en avril 1976 par le journal Sud-Ouest avec Les Patineurs, pour participer au prix Goncourt de la Nouvelle. La même année, il reçoit le prix de la Société des auteurs dramatiques française, le prix Radio de la SACD en 1987 et le prix Italia en 1993 pour Pèlerinage chez Beethoven.

### Vie privée
Bernard Da Costa alterne des séjours au Pays basque où il a ses racines et à Paris. Il continue d’écrire et a une passion pour la lecture.

## Œuvres

### Publications
- [9]1968 : La Truite de Schubert[10] -Trio pour deux canaris[11], Paris, P. Belfond,
- 1970 : Les Adieux de la Grande-Duchesse[12], Paris-Théâtre
  - 2004 : réédition Traverse - Le Boxeur et la Violoniste - Les Adieux de la Grande-Duchesse
- 1972 : Le Bal des cuisinières[13] , Paris : l’Avant-scène théâtre, vol 507
- 1977 : L’Opéra de Madame Gabler[14], Paris, Buchet-Chastel
- 1978 : Histoire du café-théâtre, Paris, Buchet-Chastel,
- 1978 : Le Mur en toutes saisons, Paris, Buchet-Chastel,
- 1982 : Les Soupirants (François Joxe) Messe pour un Sacre viennois[15] (Bernard Da Costa), Paris, L'Avant-scène
- 1986 : Frédéric et Voltaire ou une dispute de rois[16], Paris Actes Sud Papiers
- 1986 : Le Consul des papillons. Brochure éditée[17]
- 1990 : Trente Ans de café-théâtre, Buchet Chastel
- 1991 : Pat et Sarah[18], Paris, l’Avant-scène, vol 894
- 1993 : Nous, Charles XII[19], Paris, Éditions des Quatre-Vents
- 1993 : La Dernière Enquête de l'inspecteur Drive, Brèves d'auteurs : quinze pièces pour jeunes en un acte, collectif, Actes-Sud
- 1995 : Le Boomerang[20], Paris, L'Avant-scène
- 1996 : Caviar amer et patate aigre Numéro collectif 1000 de l'Avant-scène, vingt-six auteurs ont écrit une comédie ayant pour thème le numéro 1000
- 1995 : Un camping en été[21], Paris, éd. Crater
- 2001 : Passions, guêpes, coquillages et méchouis, Paris, La Librairie théâtrale, Art et Comédie[22]
- 2002 : Grand Cru bourgeois[23], Paris, La Librairie théâtrale, Art et Comédie
- 2003 : La Pension cerisaie, Paris L'Avant-scène théâtre
- 2003 : La Chèvre[24] Les éditions de la Gare, n° 3,
- 2006 : Mes transports[25], Paris, La Librairie théâtrale, l’Œil du prince
- 2007 : Hamlet de Toulouse[26], Écritures théâtrales du Grand Sud-Ouest (ETGSO), volume 3
- 2008 : Le Bonheur de la tomate[27], Paris, La Librairie théâtrale, Art et Comédie
- 2008 : Notre-Dame du Rugby[28], Écritures théâtrales Grand Sud-Ouest collection théâtrale, volume 5
- 2009 : Adieu Leningrad, Écritures théâtrales Grand Sud-Ouest collection théâtrale, volume 8
- 2010 : Magnificat[29], Paris, La Librairie théâtrale, L’Œil du prince
- 2010 : Ne donnez pas de pommes aux vaches, Écritures théâtrales du Grand Sud-Ouest, volume 10
- 2010 : Théâtre de poche, préface de Bernard Da Costa, Écritures théâtrales du Grand Sud-Ouest, volume 12
- 2011 : L'Horloger d'Eva Braun ou l'homme flottant[30], Paris, La Librairie théâtrale, L’Œil du prince
- 2012 : Le Café carnivore, Librairie théâtrale
- 2012 : Le Compositeur[31], Écritures théâtrales Grand Sud-Ouest, volume 16
- 2014 : La Dame de Panticosa[32], Écritures théâtrales Grand Sud-Ouest, volume 22
- 2016 : Rencontre de Cléopâtre et de la reine de Saba[33], Paris, La Librairie théâtrale, L’Œil du prince

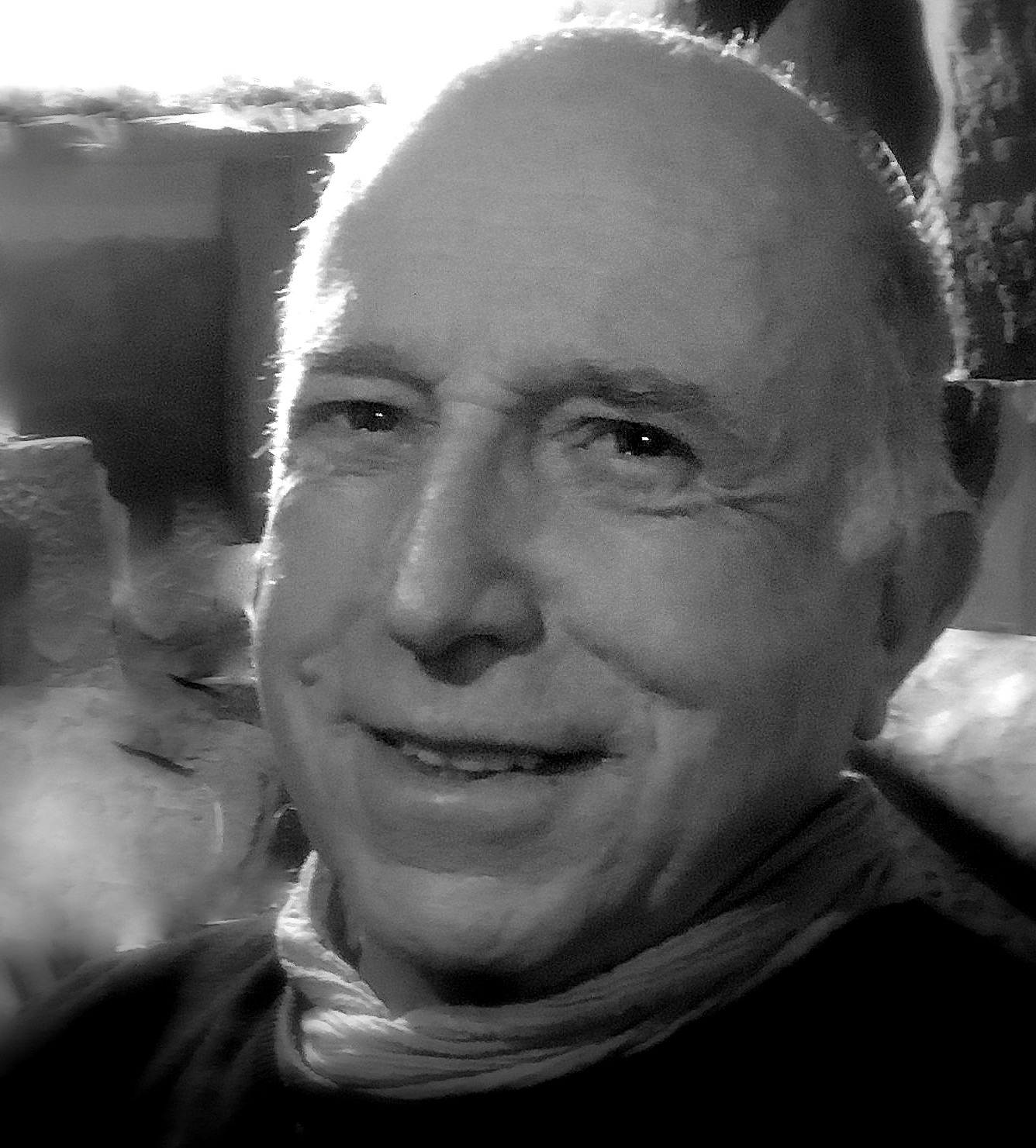
Bernard Da Costa en 2021

- Bernard Da Costa en 20212017 : Atelier Shakespeare carnivore, Écritures théâtrales du Grand Sud-Ouest, collection théâtrale, volume 32

### Tapuscrit
- ? : Tout va de mieux en mieux
- ? : Le neuvième canard[34]
- ? : Le Café émigrant, brochure éditée[35]
- ? : La Veuve basquaise, brochure éditée[36]
- ? : La Majorette, brochure[37]
- ? : Le Libérateur, brochure[38]
- ? : Coquilles Saint-Jacques
- ? : L'Empire des fourmis
- ? : L'Homme qui avait perdu ses chaussures
- ? : La Danse du verre
- ? : Comme un rouge-gorge à la gorge serrée
- ? : De Mauvais Clients
- ? : La Mouche Blanche
- ? : La Boulangerie Patin
- ? : La Machine à coudre

### Adaptation
- 1974 - Pourquoi la robe d'Anna ne veut pas redescendre ?[39] Tom Eyen, Paris :" L'Avant-scène théâtre"

- 1988 - Le Merle blanc[40] d'après un conte d'Alfred de Musset mise en scène de Cécile Richard : Théâtre des Déchargeurs, Compagnie du Théâtre Quand Même

### Traduction
- 1971 - Épouvante et surnaturel en littérature Lovecraft, Howard Phillips.Titre original : Supernatural horror in literature Traduit de l'anglais par Bernard Da Costa Paris : Union générale d'éditions

### Pièces de théâtre
- 1966 - Trio pour deux Canaris, m.e.s Pierre Spivakoff[41], café-théâtre Le Colbert (quartier Palais-Royal), avec Valia Boulay[42] et Gérard Dessalles

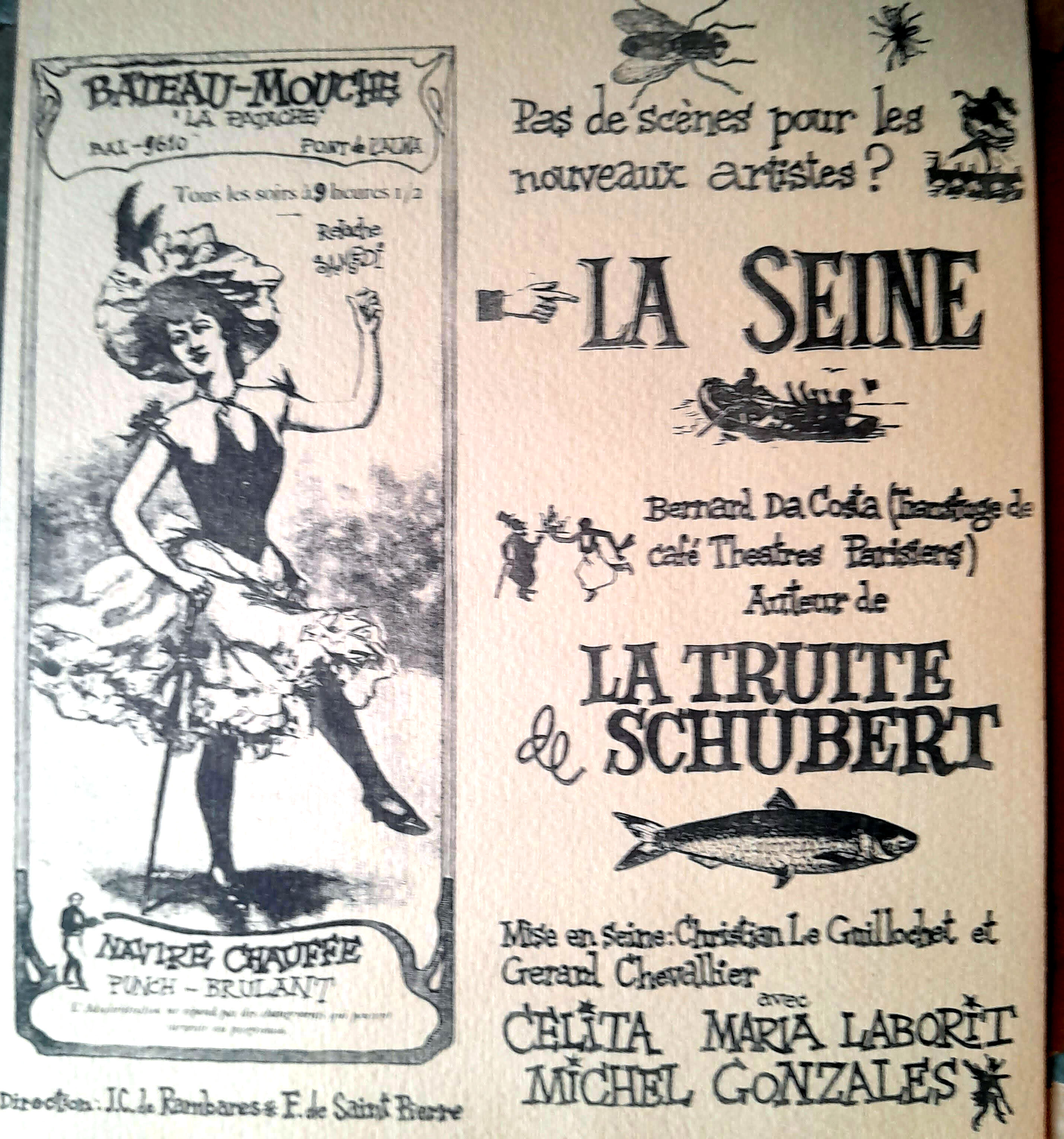
1967 La Truite de Schubert, programme

- 1967 - La Truite de Schubert, création m.e.s Christian Le Guillochet et Gérard Chevalier[43], Bateau - mouche Le Patache, avec Célita, Maria Laborit , Michel Gonzales[44]
  - en 1970 jouée au Rideau de Bruxelles au Palais des Beaux-Arts[45]m.e.s André Ernotte, avec Anne Chappuis[46], Claudine Charles[47] Anny Czupper[48],

- 1967 - Gisèle ou La mort du président, m.e.s Pierre Spivakoff, interprétée par Juliette Carre, Philippe Brizard, Christiane Thierry[49], Raymond Bisbal, Yolande Chathel, Gérard Villiers, Gérard Cuvier, Chantal Bosso, Maïa Simon, au Café Vivienne (2 rue Vivienne)

- 1970 - Les Adieux de la Grande - Duchesse[50], m.e.s Jacques Mauclair, interprétée par Tsilla Chelton, Daniel Colas, Jacques Mauclair.Création au théâtre de Poche Montparnasse.
  - en 1972 - Création en danois au Théâtre Royal Danois à Copenhague, Storhertugindens Afsked avec Bodil Udsen t[4] et Olaf Ussing
  - en 1975 - au théâtre de Poche de Genève m.e.s de Michel Grobéty , avec Colette Jean

- 1972 - Trio pour deux grues (Madrilènes), Café-Théâtre le Petit Casino (Paris), avec Michèle Baron, Monique Mauclair

- 1972 - Le Bal des cuisinières[51], lecture publique Silvia Monfort, avec Luce Garcia-Ville au festival d'Avignon Off dans la chapelle des Pénitents blancs
  - La même année, création, m.e.s André Ernotte au Théâtre Sorano jouée par Nadine Basile, Françoise Fleury, Perrette Pradier, Nicole Dubois

- 1974 - Pourquoi la robe d'Anna ne veut pas redescendre ?, m.e.s Louis Thierry[52], Bordeaux (France) Entrepôts Lainé. avec Silvia Montfort, Bernard Giraudeau, Marcel Roche[53], Henriette Gilson, Claude Velly, Serge Bonnin et la participation d'André Grüss

- 1975 - L'Oiseau Dodo[54], création - m.e.s Bernard Da Costa, au Centre Culturel Dominique Doublier (Chelles - France) avec Nicole Dubois[55], Alain Fourès, Bruno Garcin, → puis jouée en tournée en France, puis l'année suivante en français à Londres, puis à Copenhague

- 1975 - Dis-moi que j'ai du talent[56], traduite en danois par Claus Weeke Sig jeg har talent, création et m.e.s Ebbe Langberg[57] théâtre danois itinérant de Copenhague

- 1976 - Allo! Ginette ![58](Lady Module) création - m.e.s Mario Franceschi, 27e Mai Musical International de Bordeaux, avec Lucette Filiu[59], Nicole Dubois , Brigitte Chazel, Rodolphe Berak[60], Jean Boyer, Daniel Thoret

- 1977 - La Révolution selon Saint-Brecht[61], création - m.e.s Michel Grobety, théâtre de Vidy (Suisse)

- 1977 - La Pluie en sens inverse, m.e.s Michel Boy[62], Paris : Au Bec Fin, Avec : Nicole Dubois, Georges Du Fossé ; Michel Boy .

- 1981 - Pat et Sarah[63], m.e.s Monique Mauclair, au théâtre du Marais interprété par Odile Mallet, Monique Mauclair, Nicole Dubois, Henri Labussière, François Lescurat, Philippe Klein. 1981 - Le Plaisir berlinois, m.e.s Philippe Varenne, théâtre de l'Absinthe en O Festival Off, (Avignon).

- 1981 - Mort d'un vampire trop honnête[64], création Jacques Connort, Festival des jeux du théâtre de Sarlat, avec Jean Louis David, Élise Renouvin, Arlette Thomas, Françoise Dasque
  - 1990 - Mort d'un vampire trop honnête, m.e.s Henri Lazarini jouée au Festival off d’Avignon avec Pascal Zelcer

- 1981 - La Malédiction de la souris[65], création, m.e.s Jean Périmony, Paris (France) : hôtel de Beauvai
  - 1992 - La Malédiction de la souris, m.e.s Monique Mauclair, avec Monique Mauclair avec Hubert Drac, Festival du Marais, Paris

- 1982 - Messe pour un Sacre viennois, co-réalisation Comédie-Française et Jacques Mauclair , Petit Odéon, avec Yvonne Gaudeau et Alain Pralon

- 1983 - La figurante d'opéra[66](Arabella mes amours), m.e.s Xavier Dome, Lucernaire-Forum, Petite salle, avec Nicole Dubois.

- 1983 - Le plaisir Berlinois[67] Théâtre du Marais m.e.s et jouée par Monique Mauclair, et Jean-Jacques Montel

- 1984 - La Nouvelle Figurante d’Opéra, m.e.s Pierre Della Torre, théâtre de l'Ile Saint-Louis, avec Claudine Thomet.

- 1984 - La Villette en chansons ou l'Histoire d'un quartier, m.e.s Jacques Connort, avec Pierre Reggiani, Françoise Dasque, Arlette Thomas, Didier Bailly Théâtre Présent

- 1984 - L'élève de Brecht[68], m.e.s Nicolas Bataille, Paris (France) : Théâtre de Poche, avec Étienne Bierry, Claude Aufaure, Uta Taeger ...

- 1985 - La Libératrice, m.e.s René Bocquier[69], Neuilly (France) : l'Athlétic, avec Marie Borowski[70]et Xavier Savignac.

- 1986 - Frédéric et Voltaire[71], m.e.s Yves Pignot, Petit-Théâtre Montparnasse, avec Jacques Duby et Pierre Vernier.

- 1987 - Brummell à Caen[72], m.e.s Paul-Émile Deiber, Théâtre de Boulogne-Billancourt, interprétée[73]par Raymond Gérome, Yves Pignot, Érick Dehors, Coralie Zahonero, Jack Frantz, Jacqueline Jehanneuf, Lucienne Troka[15], Robert Diet.

- 1988 - Messe pour un Sacre viennois, création au Petit-Odéon interprétée par Yvonne Gaudeau[74], Alain Pralon. puis représentation à Neuchâtel (Suisse) : Théâtre du Passage m.e.s Jacques Mauclair,
- 1988 - Mémé doit apprendre à nager[75], m.e.s Maria Ducceschi au théâtre populaire de Metz

- 1991 - Nous, Charles XII, m.e.s Pierre Santini , Théâtre des Boucles de la Marne.

- 1994 - Le Boomerang ou la Libératrice,  Création, m.e.s et interprétée par Rossella Falk et Fabio Poggiali (Théâtre Eliseo à Rome Italie),
  - jouée en Allemagne Renaissance Theater (Berlin), Stadt theater (Dresde), Stadt theater (Leipzig), Ratisbonne,
  - en 2000 à New York (États-Unis), lecture avec Kathleen Chalfant et Bredan Bradley dans une traduction de Kathleen Hubert.
  - 2000 créée au théâtre Princesse-Grace (Monaco) m.e.s Myriam Boyer
  - jouée en 2012 en Ukraine en français à Tcherkassy par la Compagnie le Cri,
  - en 2013 au théâtre du Nord-Ouest (Paris) m.e.s Alain Michel, avec Syla de Rawsky et Dominique Ploteau,

- 1995 - Le boxeur et la violoniste[76], création et m.e.s Didier Long, avec Michèle Garcia et Patrick Rombi au théâtre Michel Galabru, puis au Festival d’Avignon Off et au Théâtre des Mathurins.
  - en 2013 "Der Boxer und die Violinistin" au Neue Tribune à Vienne (Autriche) m.e.s Flora Lhotka avec Tina Haller et Lukas Johne  dans une traduction de Karla Berkefeld,
  - en 2014 au théâtre ved Sorte Hest, de Copenhague, m.e.s Thomas Howalt avec Anja Owe,

- 1998 - La Conquête du Pitchou , création de Robert Sireygeol, metteur en scène et comédien , Centre Dramatique National d'Aquitaine, Bordeaux.

- 1998 - L'Homme aux orchidées en plastique, m.e.s de Robert Sireygeol, Théâtre du Port de la Lune (Bordeaux) interprétée par Maury Deschamps, Sébastien Laurier, Gérard Renoux.

- 2000 - Défis, Impossibilités et autres Embûches, m.e.s Urszula Mikos , Théâtre Proscenium, Paris. avec Laurent Gersztenkorn, Corinne Ortega.

- 2003 - La Pension Cerisaie, m.e.s André Steiger, au théâtre du Passage[77], Neuchâtel, Suisse.

- 2007 - La Dernière Enquête de l'inspecteur Drive (toujours ivre), m.e.s Véronick Raymond

- 2008 - Ne donnez pas de pommes aux vaches, lecture et mise en espace par Maria Laborit au théâtre du Petit-Saint-Martin. Elle comprend Emploi strictement réservé aux licenciés en lettres, mort d'un sadique, un taxi pas content, les joggers de minuit

- 2009 - Le Bonheur de la Tomate, création m.e.s Marie Pagès, théâtre le Ring, Avignon (France). interprétée par Marie Pagès, Benoît Thévenoz. en
  - 2010 - Das Glück der Tomate (Le Bonheur de la Tomate) m.e.s Michael Jurgons, à Mecklenburgischen Staatstheaters Parchim (Allemagne) avec Marlene Eiberger Conrad Waligura

- 2009 - Une enquête hors-série de l'Inspecteur Drive, Meurtre au Loft texte et m.e.s Stéfan Perreault, inspiré d'une oeuvre de Bernard Da Costa, idée de Véronick Raymond jouée par Les Exquis

- 2009 - Pesiguiendo a Beethoven (Pèlerinage chez Beethoven[78]) créée à Alternativa teatra l Buenos aires (Argentine) avec Adrian Azaceta, Gustavio Bohm, Oscar Pacios, Daniel Ruiz https://www.youtube.com/watch?v=CVgD5-tW1Z8

- 2010 - La Révolte du frigo, création à Hong Kong à la Villa Medicis m.e.s Jean Michel Sourd[79].

- 2011 - Magnificat, création en Allemagne église Sainte-Marie de Lübeck Theater combinale

- 2011 - Magnificat, création et m.e.s Stéphane Bouvet[80], à l'église Notre-Dame , de Vitré (France)
  - puis au Festival de Périgueux - Château des Izards à Coulounieix Chamiers, m.e.s Stéphane Bouvet assisté de Marie Pierre Gayou[81]avec Gérard Levoyer, Lionel Cecilio, Aline Gross-Batiot[82], Virginie Garibaldi, Christophe Brassart, Alain Boisset

- 2012 - Le Café Carnivore, m.e.s Jean-Pierre Terracol[83], au théâtre de La Lucarne, Bordeaux.

- 2013 - Rencontre de Cléopâtre et de la Reine de Saba, théâtre de la Vieille-Ville, Vaison-la-Romaine,
  - 2013 Die Duellentinnen en allemand au Theater in der Altstadt à Meran et Bolzen (Italie) m.e.s Rudolf Ladurner avec Patricia Pfeiffer, et Andrea Haller,
  - 2017 en allemand Die Duellentinnen "au Theatersummer Netzeband m.e.s Axel Werner, jouée par Anja Stange, et Rosa-Maria Vischer,
  - 2019 Théâtre Darius Milhaud m.e.s Matthieu Pineda, interprètes : Ayalon Johannah, Yzambart Aliénor
  - 2023, Die Duellantinnen au Mecklenburgisches-staatstheater (Allemagne) m.e.s Katja Mickan avec Marlene Eiberger et Annalisa Stephan

- 2013 - L'horloger d'Eva Braun, Théâtre Les Ateliers d'Amphoux, Festival Off Avignon, m.e.s Thierry Nevez, Diane Montcharmont, Andrei Titov, Niels Lucas
  - 2024 - Der Uhrmacher von Eva Braun, au Freie Bühne Salzburg - Kleines Theater Salzburg (Autriche), traduit par Karla Berkefeld, m.e.s Helmut Vitzthum, Lydia Nassall,Daniel Pink, Christian Zink

- 2014 - Les joggers Lecture Jean-Manuel Florensa, Mediathéque Mont de Marsan

- 2017 - Lisa, m.e.s Alain Michel[84], avec Roxane Flochlay, Alexandre de Pardailhan[85] et Rémi Picard[86], jouée au théâtre du Nord-Ouest (Paris) , d'après Le Souterrain de Dostoïevski

- ? : - La Rose malade de Berlin[87] , m.e.s Jean-Pierre Terracol, théâtre de la Lucarne, Bordeaux

### Émissions radiophoniques
- 1969 - La Vestale en Italie, ou Du côté de Glyndebourne Appartient au recueil : Journées mondiales du théâtre Radiodiffusion française, France Inter,
- 1972 - Messe pour un Sacre viennois, Nouveau Répertoire dramatique. avec François Périer et Madeleine Robinson ;
- 1976 - L’Homme qui avait besoin de la nuit[88], Les tréteaux de la nuit. France Inter, Réalisateur Bronislaw Horowicz, avec Martine Sarcey Daniel Gélin Daniel Colas François Guiller Jacques Cornet Jean-Luc Tardieu Joëlle Vautier Claudette Laurent
- 1980 - Madame la Souris est servie[89], Les tréteaux de la nuit. France Inter, Réalisateur Georges Godebert avec Rosy Varte, Alain Pralon, Marie-Françoise Sillière[90], Jean-Loup Horwitz
- 1980 - Dites-moi que j'ai du talent . Diffusion France Culture avec Alain Pralon, Jacques Sereys et Denise Gence (Comédie Française)
- 1984 - Le retour de la grande duchesse (La petite annonce)[91]. Diffusion France Culture réalisé par Jean Pierre Colas interprété par Madeleine Robinson
- 1986 - Frédéric et Voltaire, Diffusion France Culture réalisé par Évelyne Fremy
- 1987 - Brummell à Caen Diffusion France Culture réalisé par Jean Pierre Colas
- 1988 - Pat et Sarah, France Culture Nouveau Répertoire dramatique réalisé par Jean Jacques Vierne avec Edwige Feuillère et Danièle Lebrun
- 1990 - Brummell Abroad adaptation anglaise de Brummel à Caen BBC RADIO DRAMA[92],[93].
- 1991 - Nous, Charles XII, Diffusion France Culture Nouveau Répertoire dramatique réalisé par Evelyne Fremy

- 1992 - Marquise d'amour (Un dernier âpre printemps)[94], interprétée par Germaine Montéro, "Nouveau Répertoire Dramatique de Radio France-Culture réalisé par Jean Pierre Colas à l'initiative de Lucien Attoun

- 1993 - Pèlerinage chez Beethoven[95], réalisé par Christine Bernard-Sugy, interprété par François Périer, et Bernard Brieux France Culture (prix Italia 1993)

- 1994 - La vipère et le scorpion Nouveau Répertoire Dramatique de Radio France - Culture Realisé par Evelyne Fremy

- 1995 - Histoire de la princesse Doudou et de son consort[96], Les tréteaux de la nuit. France Inter, Réalisateur Maurice Audran, avec Henri Poirier Arlette Didier Jean-François Regazzi

- 1997 - L'Homme aux orchidées en plastique, Diffusion France Culture, enregistrée en public et en direct dans le cadre du « Nouveau Répertoire dramatique », réalisation : Claude Guerre[97]. Avec : Christian Brault, Fred Personne…
- 2000 - Une visite à Civitavecchia, radiogramme réalisé par Jean Couturier (France Culture)

- ? : L'Élève de Brecht, avec Roland Dubillard et Roger Coggio.

- ? : La Rose malade de Berlin au théâtre m.e.s de Jean-Pierre Terracol. enregistré Radio suisse romande réalisé par Michel Corod

### Livre- audio
- 2010 - A Pilgrimage to Beethoven écrit par Richard Wagner et Bernard Da Costa Raconté par Ed Asner et Full Cast en anglais (L.A. Theatre Works)

### Scenari - Téléfilm
- 1974 - La goutte d'eau, [pièce pour la télévision]
- 1975 - Le cardinal de Retz, [dramatique pour Antenne 2) avec Jean - Paul Zehnaker, et Alain Mottet.
- 1979 - Mort d'un vampire trop honnête Mise en scène Jacques Connort Radiodiffusion télévision française,
- (date) - La Petite Annonce [dramatique pour Antenne 2), avec Madeleine Robinson et Alain Stach.
- 1980 - Une puce dans la fourrure, réalisation : Jean-Pierre Prévost avec Danielle Darrieux et Thierry Lhermitte.

### Ouvrages citant Bernard Da Costa
- - 1976 - Dialogues d'Auteurs de Jean-Marie Lhôte pour l'Association technique pour l’action culturelle. Bernard Da Costa : l'auteur entre chien et loup
- - « Les figures historiques du XVIIe et du XVIIIe siècle dans le théâtre français contemporain : L’Entretien de M. Descartes avec M. Pascal le jeune de Jean-Claude Brisville et Frédéric et Voltaire de Bernard da Costa » Μαρία Κ. Ντανάση p 143 à 190.
- 2019 - Litérales: mythe et littérature : actes du séminaire de la formation doctorale de lettres, humanités, civilisations de l'université de Besançon (page 202) de Jacques Houriez
- 2006 - Le Cabaret "rive gauche": 1946-1974 de Gilles Schlesser (chapitre XXII 1 l’avènement du café-théâtre)
- 2017 - Le Cinéma français contemporain: Manuel De Classe d'Alan J. Singerman et Michèle Bissière (page 297)
- 2022 - Mister Renaud - Alain Wodrascka
- 2022 - Rosette Bonheur - Marie Pages